# دارين بارنارد
دارين بارنارد (بالإنجليزية: Darren Barnard)‏ هو مدرب كرة قدم ولاعب كرة قدم بريطاني، ولد في 30 نوفمبر 1971 في رينتلن في ألمانيا. شارك مع منتخب إنجلترا تحت 18 سنة لكرة القدم ومنتخب ويلز لكرة القدم. أما مع النوادي، فقد لعب مع تشيلسي وغريمسبي تاون ونادي ألدرشوت تاون ونادي بارنسلي ونادي بريستول سيتي ونادي ريدنغ.

## مسيرته الكروية
لعب دارين بارنارد خلال مسيرته الاحترافية مع 6 أندية في ثمانية عشر موسمًا وسجل خلالها 68 هدفًا ضمن 447 مباراة. ولم يفز بأي موسم بالكأس أو بالدوري.
خاض دارين بارنارد مسيرته مع نادي تشيلسي في موسم 1990–91 ليلعب معه خمسة مواسم، مشاركًا في 29 مباراة سجل خلالها هدفين. ثم انتقل إلى نادي ريدنغ في موسم 1994–95 لمدة موسم واحد، حيث شارك في 4 مباريات ولم يسجل أي هدف. لينتقل بعدها إلى نادي بريستول سيتي في موسم 1995–96 ولمدة موسمين، مشاركًا في 78 مباراة سجل خلالها 15 هدفًا. ثم انتقل إلى نادي بارنسلي في موسم 1997–98 ليلعب معه خمسة مواسم، مشاركًا في 169 مباراة سجل خلالها 28 هدفًا. هذا وانتقل لاحقًا إلى نادي غريمسبي تاون في موسم 2002–03 ولمدة موسمين، مشاركًا في 63 مباراة سجل خلالها 4 أهداف. ثم انتقل بعدها إلى نادي ألدرشوت تاون في موسم 2004–05 واستمر معه طيلة ثلاثة مواسم، مشاركًا في 104 مباراة سجل خلالها 19 هدفًا.

## وصلات خارجية
- دارين بارنارد على موقع قاعدة بيانات كرة القدم.إي يو (الإنجليزية)
- دارين بارنارد على موقع ناشيونال فوتبول تيمز (الإنجليزية)
- دارين بارنارد على موقع عالم كرة القدم.نت (الإنجليزية)